# Carlos Muñoz Rojas
Carlos Andrés Muñoz (Valparaíso, 21 april 1989) is een Chileens profvoetballer die sinds 2013 onder contract staat bij Bani Yas SC in de Verenigde Arabische Emiraten. Hij speelt als aanvaller.

## Interlandcarrière
Muñoz debuteerde voor de Chileense A-selectie op 29 maart 2011 tegen Colombia (0-2) in Den Haag. Hij viel in dat duel na 63 minuten in voor Héctor Mancilla. Hij nam met zijn vaderland deel aan de strijd om de Copa América 2011 in Argentinië.